# Herbert Huber (Politiker, 1930)
Herbert Huber (* 24. Mai 1930 in München; † 8. November 1997 in Hebertshausen) war ein deutscher Jurist und Politiker (CSU).

## Leben und Beruf
Nach dem Abitur am Alten Realgymnasium (heute Oskar-von-Miller-Gymnasium) in München nahm Huber ein Studium der Rechts- und Staatswissenschaften an der Ludwig-Maximilians-Universität München auf, das er 1953 mit dem ersten juristischen Staatsexamen beendete. Er war seit 1953 Referent, seit 1956 Geschäftsführer und wurde 1958 geschäftsführendes Vorstandsmitglied im Wirtschaftsbeirat der Union e.V. 1954 promovierte er zum Dr. jur. und 1957 bestand er das zweite juristische Staatsexamen. 1958 folgte seine Zulassung als Rechtsanwalt in München.
Seit 1952 war er Mitglied der katholischen Studentenverbindung  KDStV Tuiskonia München im CV.

## Politik
Huber trat in die CSU ein, war von 1970 bis 1994 Mitglied des Bayerischen Landtages und dort von 1978 bis 1994 Vorsitzender des Ausschusses für Wirtschaft und Verkehr. 

## Ehrungen
1989 wurde er mit Großen Bundesverdienstkreuz ausgezeichnet.